# Determinismo psíquico
El determinismo psíquico es un concepto del psicoanálisis que parte de que todo fenómeno psíquico tiene una causa, por lo cual, no indica la libre elección o decisión humana, en las que la causa es la fuerza del motivo más potente, o bien la situación interna psicológica determinada por todos los condicionamientos procedentes de la herencia, la biología, la educación, el temperamento y el carácter de la persona que decide o el inconsciente.[cita requerida]
Freud inicia su concepción teórica suponiendo que no hay ninguna discontinuidad en la vida mental; afirma que nada sucede al azar; ni aun en el menor de los procesos mentales. Hay una causa para cada pensamiento.
Para el psicoanálisis, lo que se oculta está determinado por causas múltiples y su tarea consiste en conocerlas. Al respecto, Freud señala que "...el psicoanalista se distingue por una creencia particularmente rigurosa en el determinismo de la vida anímica. Para él no hay en las exteriorizaciones psíquicas nada insignificante, nada caprichoso ni contingente; espera hallar una motivación suficiente aun donde no se suele plantear tal exigencia" 
El determinismo psíquico se refiere principalmente al inconsciente y a su influencia determinante en el comportamiento humano a la luz del psicoanálisis.